# Gramada Glacier
Gramada Glacier är en glaciär i Antarktis. Den ligger i Sydshetlandsöarna. Argentina, Chile och Storbritannien gör anspråk på området. Gramada Glacier ligger 1 226 meter över havet.
Terrängen runt Gramada Glacier är varierad. Havet är nära Gramada Glacier söderut.  Trakten är obefolkad. Det finns inga samhällen i närheten. 